# Étoile variable irrégulière à longue période
Une (étoile) variable irrégulière à longue période (classée selon les types L, LB et LC du GCVS) est une étoile variable qui ne présente aucune périodicité ou une périodicité très mal définie dans sa variation lente de luminosité. Ces étoiles ont souvent été peu étudiées, et lorsqu'elles sont mieux connues, elles sont souvent reclassées dans d'autres catégories telles que les variables semi-régulières.
La plupart des variables irrégulières sont des étoiles froides de types spectraux tardifs K et M, des étoiles de type S ou des étoiles carbonées. Elles sont divisées en type LB, qui sont généralement des géantes, et LC des supergéantes présentant une faible amplitude de variation d'environ 1 magnitude.
Cette liste est dynamique en ce qu'elle évolue régulièrement et ne sera peut-être jamais complète. Vous pouvez la compléter en citant des sources fiables.
| Désignation (nom)       | Constellation       | Découverte         | Magnitude apparente (Maximum) | Magnitude apparente (Minimum) | Variation de magnitude | Type spectral | Sous-type | Commentaire |
| ----------------------- | ------------------- | ------------------ | ----------------------------- | ----------------------------- | ---------------------- | ------------- | --------- | ----------- |
| U Antliae               | Machine pneumatique | Louisa Wells, 1901 | 5,27                          | 6,04                          | 0,77                   | C-N5 C2 5     | LB        |             |
| Epsilon Pegasi (Enif)   | Pégase              |                    | 0,7                           | 3,5                           | 2,8                    | K2 Ib         | LC        |             |
| TX Piscium              | Poissons            |                    | 4,79                          | 5,20                          | 0,42                   | C5III         | LB        |             |
| Alpha Scorpii (Antarès) | Scorpion            |                    | 0,88                          | 1,16                          | 0,28                   | M1.5Iab-b     | LC        |             |
| Alpha Tauri (Aldébaran) | Taureau             |                    | 0,75                          | 0,95                          | 0,20                   | K5III         | LB        |             |
| Mu Geminorum            | Gémeaux             |                    | 2,75                          | 3,02                          | 0,28                   | M3III         | LB        |             |
| BE Camelopardalis       | Girafe              |                    | 4,35                          | 4,48                          | 0,13                   | M2II          | LC        |             |
| Tau4 Eridani            | Éridan              |                    | 3,57                          | 3,72                          | 0,15                   | M3III         | LB        |             |
| 13 Bootis               | Bouvier             |                    | 5,29                          | 5,38                          | 0,09                   | M2IIIab       | LB        |             |
| Psi Virginis            | Vierge              |                    | 4,73                          | 4,96                          | 0,23                   | M3III         | LB        |             |
| V854 Arae               | Autel               |                    | 5,87                          | 5,99                          | 0,12                   | M1.5III       | LB        |             |
| 62 Sagittarii           | Sagittaire          |                    | 4,45                          | 4,62                          | 0,17                   | M4III         | LB        |             |
| CQ Camelopardalis       | Girafe              |                    | 5,15                          | 5,27                          | 0,12                   | M0II          | LC        |             |
| Pi Aurigae              | Cocher              |                    | 4,24                          | 4,34                          | 0,10                   | M3.5II        | LC        |             |
| NO Aurigae              | Cocher              |                    | 6,06                          | 6,44                          | 0,58                   | M2Iab         | LC        |             |
| Omicron1 Canis Majoris  | Grand Chien         |                    | 3,78                          | 3,99                          | 0,21                   | M2.5Iab       | LC        |             |
| Sigma Canis Majoris     | Grand Chien         |                    | 3,43                          | 3,51                          | 0,08                   | M1.5Iab       | LC        |             |
| NS Puppis               | Poupe               |                    | 4,4                           | 4,5                           | 0,1                    | K3Ib          | LC        |             |
| Lambda Velorum          | Voiles              |                    | 2,14                          | 2,30                          | 0,16                   | K4Ib-IIa      | LC        |             |
| V337 Carinae            | Carène              |                    | 3,36                          | 3,44                          | 0,08                   | K3II          | LC        |             |
| GZ Velorum              | Voiles              |                    | 3,43                          | 3,81                          | 0,38                   | K3II          | LC        |             |
| RX Telescopii           | Télescope           |                    | 6,6                           | 7,4                           | 0,8                    | M3Iab         | LC        |             |